# Westover Hills (Texas)
Pour les articles homonymes, voir Westover Hills.
Westover Hills est une ville située au centre-ouest du comté de Tarrant, au Texas, aux États-Unis,.

## Démographie
Lors du recensement de 2010, la ville comptait une population de 682 habitants. Elle est estimée, en 2016, à 707 habitants.

### Source de la traduction
- (en) Cet article est partiellement ou en totalité issu de l’article de Wikipédia en anglais intitulé « Westover Hills, Texas » (voir la liste des auteurs).